# Leptoptilos crumenifer
El marabú africano (Leptoptilos crumenifer) es una especie de ave ciconiforme de la familia Ciconiidae que habita las zonas pantanosas y sabanas del África subsahariana.
Es un ave carroñera y cazadora de pequeños vertebrados (aunque se les ha visto capturando aves del tamaño de un flamenco en algunos lagos africanos) pesan de 4 a 6 kilos y llegan a tener una altura de 150 cm. el macho, la hembra algo menos, siendo por tanto uno de los miembros de mayor tamaño de la familia de las cigüeñas. Destaca además por tener el pico más grande y robusto que otros miembros de la familia Ciconiidae y sobre todo, cabeza y cuello desprovistos de plumaje, a la manera de los buitres, dado los hábitos carroñeros de la especie. Además, su cuello suele aparecer hichado y abultado en diferentes grados, lo que le da un peculiar aspecto; esto es debido no al buche, sino a un órgano de termorregulación especializado que está presente en todos los miembros del grupo. 
Viven unos 15 años y tiene hábitos sociales.

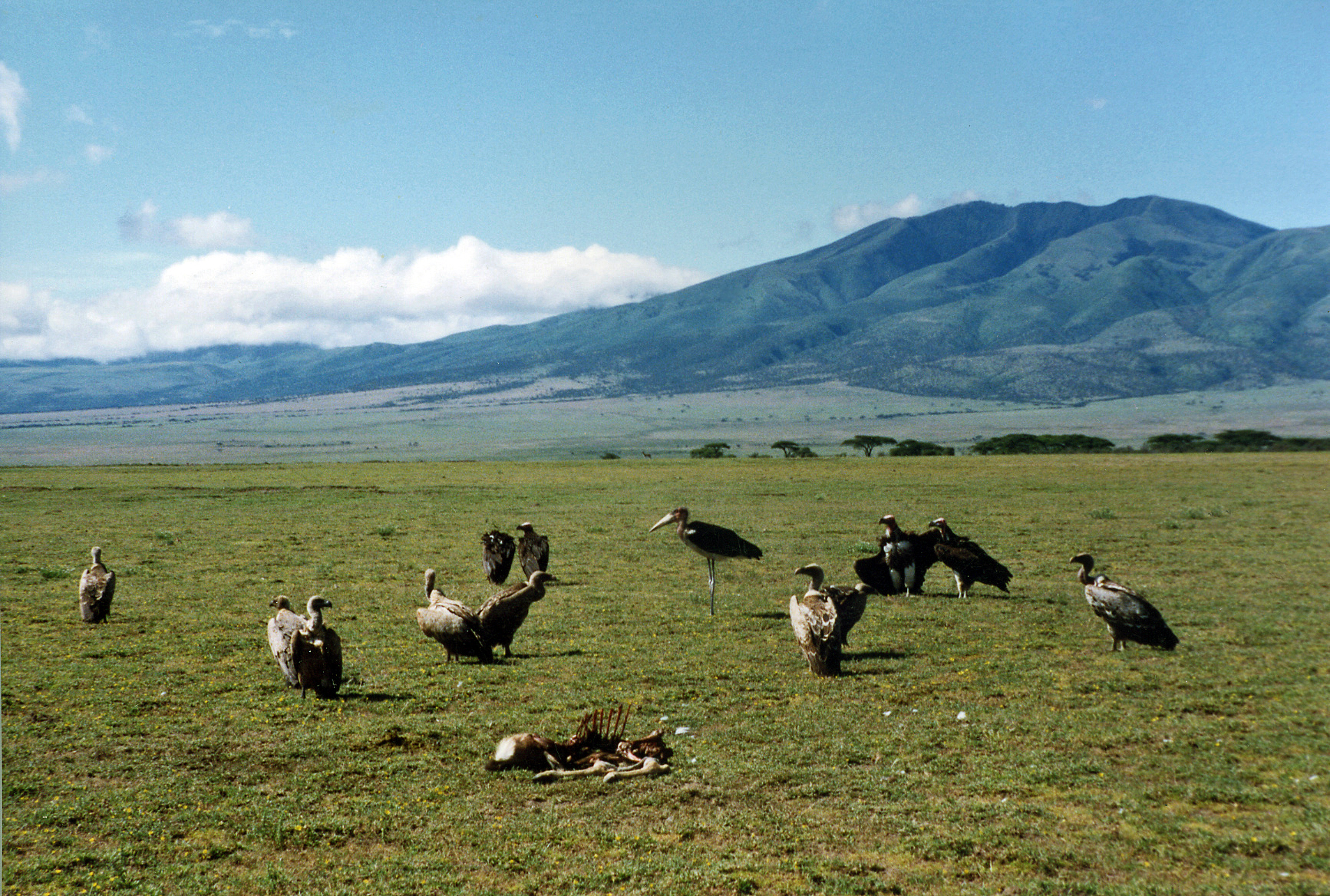
Marabú en el centro de la imagen, rodeado de varios buitres, en el Parque nacional Serengueti, Tanzania.